# 松香

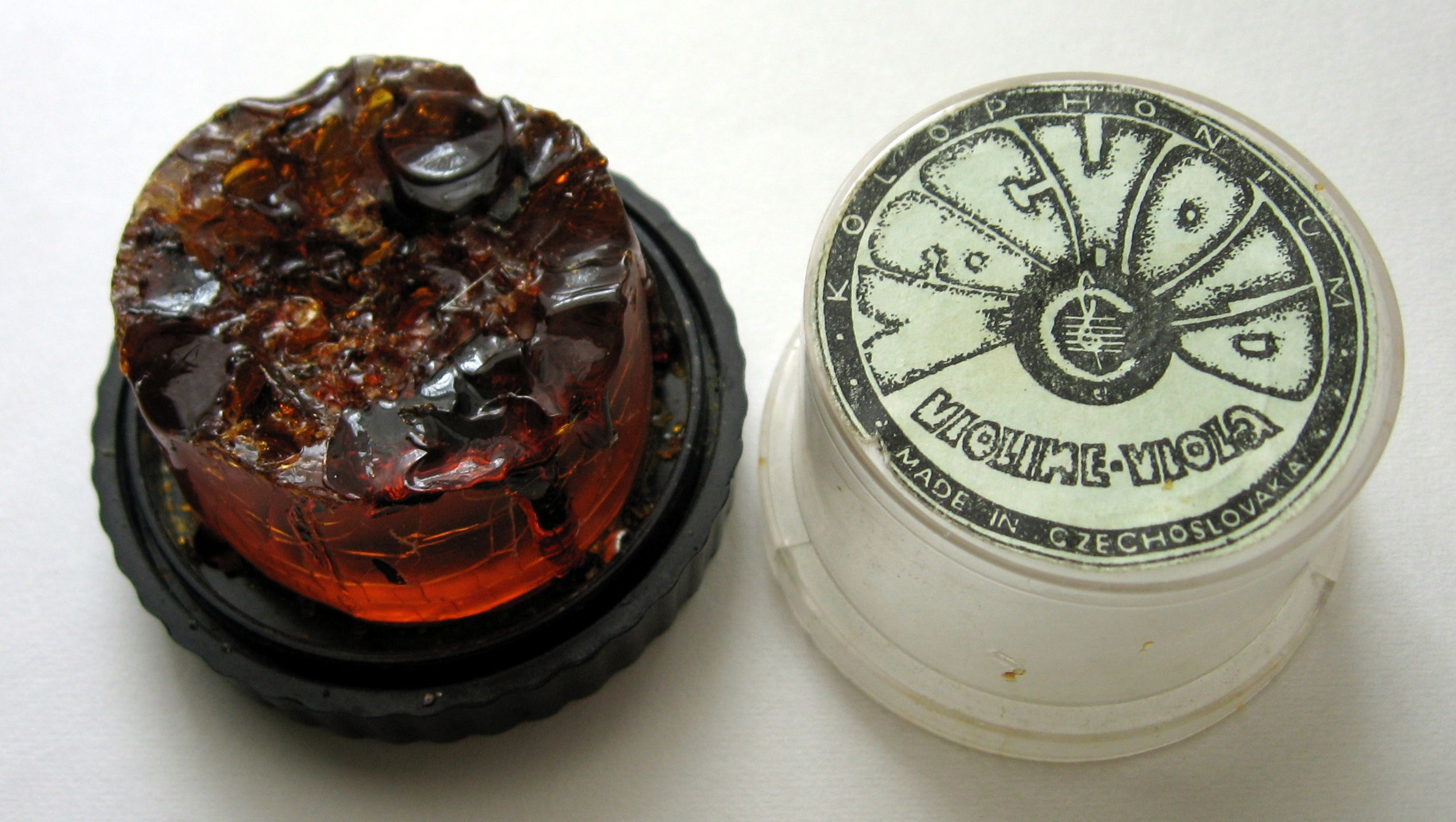
供小提琴手使用的松香餅，在此用於焊接

松香（英語：rosin）也叫煉松脂，是松樹和一些其他針葉樹的油樹脂（松脂）去除揮發性成分（松節油）後得到的的產物，具可燃性。它是一種半透明的固體，顏色從黃色到黑色不等。並且在多種產業裡都有用途。
古漢語把松脂叫做“𣓈”（音同兩）。

## 生產
早期人類從松樹上收集樹脂並加熱，透過加熱樹脂來去除揮發油跟萜烯，來得到原始的松香。
現今主要生產松香的國家為印度尼西亞、美國、中國跟越南，中國主要使用落葉松、馬尾松來生產松香。而美國主要以長葉松、火炬松、濕地松為主。

## 用途

### 照明
最早前当地农民在山里捡来做燃料引火，或在晚上行走及晚上其它照明之用，燃烧松香会有大量黑烟。

### 工業
松香可用于工业用途，如电路板焊接时，作為助焊劑使用。

### 樂器
松香亦用在弓弦樂器如小提琴、二胡等的弓，用松香擦弓毛，使之與弦的摩擦力增加利於發出聲響。松香為提琴油性漆材料之一。

### 運動及舞蹈
多種運動的運動員使用松香以增進摩擦力，例如攀岩、田徑、體操、舉重、拳擊、棒球及保齡球等。
另外，芭蕾舞、空中絲帶、鋼管舞、弗拉門戈舞和愛爾蘭舞等舞蹈的舞者也會使用松香。